# Siamesisch-Birmanischer Krieg 1613–1618
Der Siamesisch-Birmanische Krieg 1613 bis 1618 war eigentlich eine Folge mehrerer Kriege und militärischer Operationen im heutigen Birma (um Tavoy) und Nord-Thailand (um Chiang Mai).

## Vorgeschichte
In der Folge des „birmanischen Bürgerkriegs“ 1599 wurde Pegu zerstört und das birmanische Reich versank in Anarchie. Der König von Ava Anaukpetlun aus der Taungu-Dynastie (reg. 1606 bis 1628) sah seine Chance gekommen, sich zum Herrscher über das ganze Birma aufzuschwingen. 1607 eroberte er Prome, drei Jahre später Toungu und 1613 Syriam und Pegu. Danach wandte er sich nach Tavoy und Tenasserim, seinerzeit siamesisch besetzte Gebiete. 

## Verlauf
Anaukpetlun eroberte in der trockenen Jahreszeit zwischen 1613 und 1614 Tavoy, das aber wenig später von den Siamesen mit Hilfe portugiesischer Söldner wieder genommen wurde. Tenasserim wurde erfolgreich verteidigt und damit die siamesische Westgrenze gesichert. 
Während seiner Kämpfe in Birma entsandte Anaukpetlun eine weitere Streitmacht in das siamesische Königreich Chiang Mai im Norden von Siam. Die Birmanen belagerten Lampang, doch konnte man die Stadt bis 1618 nicht einnehmen, als zwischen Anaukpetlun und Songtham ein Vertrag geschlossen wurde, der Tavoy an Siam und Chiang Mai an Birma übergab. 

## Folgen
Der Krieg zeigte, dass sich Birma noch lange nicht von den inneren Streitigkeiten erholt hatte und für Siam lange Zeit keine Bedrohung mehr darstellte. 